# Hadersdorf-Kammern
Hadersdorf-Kammern – gmina targowa w północno-wschodniej Austrii, w kraju związkowym Dolna Austria, w powiecie Krems-Land, nad rzeką Kamp. Liczy 2 042 mieszkańców (1 stycznia 2014). W skład gminy wchodzą miejscowości Hadersdorf am Kamp i Kammern.

## Zabytki
W Hadersdorf am Kamp:
- rotunda kamienna zbudowana w stylu romańskim w II połowie XIII wieku
- kościół parafialny pw. św. Piotra i Pawła (Hl. Peter und Paul) pierwotnie z pierwszej połowy XIII w. Obecne mury jednonawowej świątyni pochodzą z okresu  gotyckiego, z zachowanymi fragmentami starszych murów. W połowie XVIII w. dobudowano zakrystię, kaplicę, wieżę (1768 r.) połączoną ścianą z prezbiterium oraz powiększono kościół od zachodu, tak, że fasada wejściowa zachodnia jest z tego okresu. Cały kościół przebudowano w stylu barokowym w latach 1746-50.  Wtedy powstała ambona i dwa boczne ołtarze: św. Mikołaja i św. Katarzyny. Kaplica, oprócz kilku zabytkowych płyt epitafialnych zawiera w ołtarzu grupę figuralną z XVII w. obejmującą pietę z krucyfiksem oraz postacie św. Weroniki i św. Jana. Na ścianie tej kaplicy od strony nawy kościoła zachował się fresk z wyobrażeniem spotkania św. Piotra i Pawła, datowany również na XVII w. na prospekcie organowym znajdują się organy z 1847 r. wykonane w Wiedniu
- ratusz z 1574 w stylu renesansu niemieckiego
- kaplica w rynku pw. św. Jana Nepomucena (Hl. Jojannes Nepomuk) z 1750
- domy barokowe wokół rynku

W Kammern znajduje się kaplica pw. św. Marii Magdaleny (Hl. Maria Magdalena) z 1833 r.